# Nyíregyháza
Nyíregyháza är en stad i Ungern belägen i nordöstra delen av landet cirka 270 km från huvudstaden Budapest. Staden är även huvudstad i provinsen Szabolcs-Szatmár-Bereg och har 117 002 invånare (2001).

## Historia
Nyíregyháza nämndes första gången 1209, då staden kallades endast Nyír (svenska: björk). En källa från 1326 hävdar att staden hade en kyrka, därför den andra delen av namnet "egyház" (svenska: kyrka, litterärt "ett hus"). Under mitten av 1400-talet hade staden omkring 400 invånare. Under 1500-talet, under den turkiska invasionen av Ungern blev Nyíregyháza övergiven, och blev bebodd igen under 1630-1940-talen.
Efter självständighetskriget, lett av Frans II Rákóczy, växte invånarantalet. Främst genom invandring från Slovakien. År 1786 lovades Nyíregyháza att få rätt till fyra marknadsdagar om året, och under denna tiden hade staden 7 500 invånare och var den största i sin provins. Under det tidiga 1800-talet blev staden fri från feodala härskare, familjerna Dessewffy och Károlyi. Under dessa framgångsrika år fick staden ett nytt stadshus, ett sjukhus, flera skolor och en restaurang belägen nära sjön Sóstó (saltig sjö).
Invånarna i staden tog en aktiv del under revolutionen och självständighetskriget mellan 1848 och 1849, och efter bannlysningen blev flera invånare fängslade, bland annat borgmästaren Marton Hatzel.
Under andra hälften av 1800-talet fick staden mer invånare och år 1876 blev staden huvudstad i Szabolcs (vilken idag är en del av det större Szabolcs-Szatmár-Bereg). År 1858 fick staden en järnvägslinje, flera nya byggnader byggdes, bland annat ett telegrafkontor, postkontor och teatern. År 1911 var konstruerandet av spårvagnar färdigt.
Efter många försök och prövningar under första världskriget blev Nyíregyháza under rumänsk ockupation för tio månader. Mellan de två världskrigen firade staden sitt 100:e år som självständig stad från feodala jordägare.
Under andra världskriget blev mer än 6 000 av stadens judiska invånare bortskickade, och omkring 2 000 andra invånare skickade till ryska malenky robot. Flera byggnader förstördes också, bland annat Status Quo-synagogan, vars front har blivit bevarad och som idag finns bakom grindarna i Nyíregyházas judiska begravingsplats.
Från 1960-talet växte staden och utvecklades snabbt. Idag är Nyíregyháza en av de framgångsrikaste i Ungern, både som ett utbildningscentrum och turistdestination.

## Vänorter
Nyíregyházas vänorter är:
- St Albans, Storbritannien
- Rzeszów, Polen
- Iserlohn, Tyskland
- Kajana, Finland
- Uzjhorod, Ukraina
- Satu Mare, Rumänien
- Prešov, Slovakien
- Qiryat Motzkin, Israel

## Personligheter
- Miklós Kállay, diplomat och politiker (premiärminister 1942-1944)
- Ibolya Oláh, sångerska